# Louis Prima jr.
Louis Prima, Jr. (Las Vegas, 16 juni 1965) is een Amerikaanse zanger, trompettist en bandleider.
Prima is het jongste kind en de enige zoon van de zanger en bandleider Louis Prima. Toen hij vijf was begon hij te drummen. Ook trad hij toen voor het eerst op, zijn vader liet hem on stage een liedje van Three Dog Night zingen. Toen hij acht was ging hij piano spelen, later kwamen daar onder meer de trompet en de gitaar bij. Aanvankelijk wilde hij een loopbaan in de financiële wereld beginnen, maar na enkele keren met zijn zus Lena en haar groep the Witnesses te hebben gezongen, ging hij fulltime optreden. In 1987 begon hij een eigen rockgroep, Problem Child. In 1995 besloot hij zijn muzikale loopbaan te wijden aan de muziek van zijn vader. Hij werkte enige tijd parttime op het vliegveld van Las Vegas, tot hij besloot de groep the Witnesses opnieuw op te richten. Hij toerde in het binnen- en buitenland en kwam in 2012 met zijn debuutalbum, met covers van zijn vaders hits en nieuwe nummers.

## Discografie
- Return of the Wildest!, LPJ Records, 2012

- Library of Congress Control Number: no2011119954
- MusicBrainz: 70035f86-5766-4d90-ac96-810c7a62abc9
- Virtual International Authority File: 186207381
- WorldCat: E39PBJwmV6WbhkdmJwGphpR7pP